# Idioma goguryeo
El idioma de Goguryeo fue hablado en el antiguo reino de Goguryeo (37 a. C.-668 d. C.), uno de los Tres Reinos de Corea. Esta lengua se conoce también como goguryeo o Goguryano.

## Clasificación
Existen algunas hipótesis sobre la clasificación de la lengua, pero todas ellas son discutidas y se considera un problema abierto.
La lengua sólo se conoce por unas pocas palabras, la mayoría de las cuales sugieren que se trata de una lengua emparentada con el Silla e influida a su vez por las lenguas tunguses. Otros autores partidarios de la hipótesis altaica suelen clasificar a la lengua de Goguryeo dentro de la familia altaica. La mayoría de especialistas coreanos consideran que la lengua de Goguryeo estaba emparentada con las lenguas altaicas. Además se han encontrado fuertes similitudes entre las lenguas habladas en Baekje y en Goguryeo, lo cual es consistente con las leyendas que describen Baekje como un reino fundado por los hijos del fundador del reino de Goguryeo. Los nombres en Goguryano para diversos puestos de la administración son en gran medida similares a los de Baekje y Silla.

### Lenguas fuyu
Algunos autores han propuesto la llamada familia fuyu que incluiría a las lenguas de los estados de Buyeo, Goguryeo, Baekje así como el japonés antiguo. Los documentos chinos sugieren que las lenguas de Goguryeo, Buyeo, Okjeo oriental y Gojoseon eran similares, aunque la lengua de Goguryeo difería significativamente de la de Malgal (Mohe).
Algunos autores indican que los idiomas de Goguryeo, Baekje y Silla, similares entre sí (posiblemente dialectos) podrían ser antecesores del idioma coreano. Otros sostienen que sería antecesor del idioma japonés.

### Comparación léxica
Del idioma de Goguryeo apenas se conoce. Tan sólo hay disponible una lista de topónimos y palabras, de las cuales su pronunciación tampoco se conoce con exactitud. 
La tabla siguiente compara la pronunciación figurada de dichos términos, con otros idiomas orientales:
| GLOSA      | Goguryeo                                                             | Túrquico                                    | Mongólico                                                                   | Japónico | Japónico                                                        | Coreánico                    | Coreánico                             | Coreánico                                                                               | Coreánico                                                                                      | Tungúsico                          | Tungúsico                                 | Tungúsico                                                                               | Tungúsico             |
| GLOSA      | Goguryeo                                                             | Túrquico                                    | Mongólico                                                                   | Japonés antiguo | Japonés                                                         | Baekje                       | Silla                                 | Coreano medio                                                                           | Coreano                                                                                        | Tungús                             | Jurchen                                   | Manchú                                                                                  | Evenki                |
| ---------- | -------------------------------------------------------------------- | ------------------------------------------- | --------------------------------------------------------------------------- | --- | --------------------------------------------------------------- | ---------------------------- | ------------------------------------- | --------------------------------------------------------------------------------------- | ---------------------------------------------------------------------------------------------- | ---------------------------------- | ----------------------------------------- | --------------------------------------------------------------------------------------- | --------------------- |
| 君主       | kʌi / kai(皆) kai-sɐ(皆次)                                           | qaγan（可汗） kagan                         | kaγan(可汗)                                                                 | ki1mi1("king, emperor, monarch") | kimi("you")                                                     | ka(瑕) kisi(吉支) nirimɯ(君) | kan(干) kɯm(今) kahan                 | kɯi긔(王) nim kɯm                                                                       | nim kɯm                                                                                        | ***                                | ***                                       | han                                                                                     | ***                   |
| 善射       | jumong,chumo (朱蒙,鄒牟)                                             | ***                                         | jəmə("noted bow"), Jobe-Mergen                                              | tomo("shooter's tool") tomo("friend, follower") tama("excellent,important,soul") tuma("tip")                                            | tomoe(emblem of tomo) tomo- tama tsume("nail,claw")             | ***                          | ***                                   | ***                                                                                     | ***                                                                                            | ***                                | ***                                       | jolin-manga , julil-muəl(卓琳莽阿)                                                      | ***                   |
| 金         | so(蘇) sol(召尸, silver)                                             | ***                                         | ***                                                                         | *** | ***                                                             | so (所)                      | so 素 ("gold")                        | ***                                                                                     | sö("metal") söh 쇳                                                                             | ***                                | ***                                       | sele("iron") šun("sun")                                                                 | sigūn("sun")          |
| 鉛         | nəi-miuət/namer (乃勿)                                               | ***                                         | ***                                                                         | namari | namari                                                          | ***                          | ***                                   | *namɔr                                                                                  | nap/납                                                                                         | ***                                | ***                                       | ***                                                                                     | ***                   |
| 復舊土     | ta mul(多勿)                                                         | ***                                         | ***                                                                         | tabi (度:time; whenever) | tabi/tambi                                                      | tamlo                        | ***                                   | ***                                                                                     | taɕi ("again") tø- ("re-") tam                                                                 | ***                                | ***                                       | tabu-(to divide,to tear)                                                                | ***                   |
| 北（背後） | je(提) jwat(絶) 椽那部,提那部,絶奴部,後部                            | arka("back")                                | hoina （布里亚特语 huainə) utara umara                                      | tʃe("back") | se("back,height")                                               | ***                          | ***                                   | tuih                                                                                    | tui ("back, behind")                                                                           | xama                               | ***                                       | amargi amasi("back")                                                                    | ***                   |
| 南（前方） | kuan(灌) (灌奴部)                                                    | kuzey,Ön(front)                             | ***                                                                         | kaɸo("face") kan-(予:"pre-") | kao("look, face") kana-(叶:to serve,to get one's wish)          | 久知下(kujiha)               | ***                                   | ***                                                                                     | kət("surface, look")                                                                           | ***                                | ***                                       | julergi                                                                                 | ***                   |
| 東（左）   | źwən,sun(順), (順奴部)                                               | doğu,sol(left)                              | źeü , źegün                                                                 | a-dʒuma/a-duma("east") | azuma                                                           | 得安(dɯkan)                  | ***                                   | ***                                                                                     | ön("left") sae("east")                                                                         | źun                                | ***                                       | dergi                                                                                   | jun jəgin("left")     |
| 西（右）   | yən (涓), (涓奴部)                                                   | batı                                        | ürüne , barun                                                               | yo-(善:"good") ya-(否:"no,foul") | yo-/i-("good,correct,suitable,agreeable") iya/ya-(disagreeable) | ***                          | ***                                   | ***                                                                                     | orɯn("right") parɯn("right") hanɯi(west)                                                       | xangid                             | ***                                       | wargi                                                                                   | anŋū(right)           |
| 石         | ***                                                                  | taš                                         | cilaɣu(n) （古蒙古语） culuu （喀尔喀蒙古） šuluu(n) (布里亚特语)           | isi | ishi                                                            | turak(珍惡)                  | ***                                   | tōlh                                                                                    | tōl                                                                                            | ***                                | ***                                       | tahan("steppingstones")                                                                 | ***                   |
| 巌，峴，岑 | pa-・ιəi,pua-・ιəi*pàI,pa'i /pua-斤ei,*paxe 巴衣,波衣,波兮           | ***                                         | ***                                                                         | iɸa / iɸaɸo (probably unrelated) | iwao ("great rock, bedrock")                                    | ***                          | ***                                   | pahoy（巌）巴衣,바회                                                                    | pawi                                                                                           | pax（石・崖） （尼夫赫语）         | ***                                       | wehe                                                                                    | ***                   |
| 土地       | no 内/奴～弩/悩 nori 奴閭                                            | ***                                         | ńurū                                                                        | nu/no(野"land") | no                                                              | no                           | nu¨～nu¨ri/nε (世）                   | ***                                                                                     | nuri                                                                                           | na （土地）                        | na                                        | na（土地）,noro(-n)                                                                     | ***                   |
| 國         | (nua) > na / no 內,那,奴,惱 ra(羅)                                   | ili                                         | ulus(<*hulu-s<* bulu-s)                                                     | nu/na(奴) | ***                                                             | puri (夫里)                  | ***                                   | narah                                                                                   | nara                                                                                           | guru-n(< * buru-n)                 | guru-n(< * buru-n)                        | gurun                                                                                   | ***                   |
| 城         | hol / holo (忽) kuru / kolo (溝婁,屈, 骨)                            | qol-γan                                     | küri-yen 'fence, hedge, device',/qol-γan                                    | koɸori (郡) | kōri                                                            | ***                          | ***                                   | ***                                                                                     | koɯl (邑, 郡) kol                                                                              | kur ~kur ~kuran                    | ***                                       | kuran~ kuren (城, 柵:"castle, citadl") golo（省:province)                               | ***                   |
| 中         | kabəl 加火                                                           | ***                                         | ***                                                                         | kaɸis-("middle, help") kaɸi("egg,result,worth")                                                                                         | kais- kai                                                       | ***                          | ***                                   | kaβɔn 가ㅸㄴ                                                                            | kaun(-de) -gaus/-aus 가웃/아웃("half")                                                         | ***                                | ***                                       | ***                                                                                     | ***                   |
| 最大       | māk (莫) ma(馬) makhara(莫何邏) 莫何邏繡支,莫何何羅支                | ***                                         | ***                                                                         | ma-(prefix to mean "real/great/true/perfect") makana-(truly beloved)                                                                    | ma-                                                             | ma                           | ***                                   | ***                                                                                     | mal-말 mad 맏("first;eldest;oldest")                                                           | maŋga ("strong")                   | ***                                       | maŋga ("difficult; tough, strong; somewhat more, somewhat better")                      | maŋa ("strong")       |
| 主事者     | makhaharaji (莫何何羅支/太大兄) ~ji("guy")                           | ***                                         | ***                                                                         | ma- kakaɸu-(undertake, be under orders,hold)>*kagaɸu- toto/titi(father) dʒidʒi("old guy,grandfather")                                   | ma- kakaer-(hold) chichi jiji/ji-                               | ***                          | kakgan (角干)                         | mad hal- ~ji("guy")                                                                     | mad hal- ~ji("guy")                                                                            | ***                                | ***                                       | ***                                                                                     | ***                   |
| 首領       | makli-ji(莫離支) ~ji("guy")                                          | baš(head)                                   | ***                                                                         | ma- kur-i("to command, to manage") dʒi("old guy,grandfather")                                                                           | ma- kuri-(繰) ji                                                | ***                          | malip-kan(麻立干) hasə(河西) (mari)   | maruha(瑪樓下,抹樓下)                                                                   | məri(head) ~ji("guy") maru("ridge")                                                            | ***                                | ***                                       | ***                                                                                     | ***                   |
| 峰         | süni (首泥)                                                          | ***                                         | ***                                                                         | so1ra ("sky; tip, top, above (the trees, etc.)")                                                                                        | sora("sky")                                                     | ***                          | ***                                   | sunɯrk 수늙                                                                             | suri 수리 ("top of the head")                                                                  | ***                                | ***                                       | šun("sun") sukdun("air")                                                                | ***                   |
| 高         | dat/§ap (or tar) (達)                                                | ***                                         | ***                                                                         | taka-/daka-（"high"） | taka-/daka                                                      | 達率                         | ***                                   | ***                                                                                     | ***                                                                                            | ***                                | ***                                       | den ("high") dekde- ("to rise")                                                         | ***                   |
| 山         | tara / tal (達)                                                      | taγ（"mountain"）                           | aɣula(n) （古蒙古语） ūl （喀尔喀蒙古） ūla （布里亚特语） aulə（达斡尔语） | tara(多羅) yama(山)/mure(山)/mori(森)                                                                                                   | yama                                                            | ***                          | 督 tɔrɔ(山), tara(多禮,多羅) （土地） | moyh(山)                                                                                | me-뫼 tang,tal（土地） tuk（丘） orɯm （济州方言）                                             | ***                                | ***                                       | alin tala（田地） mulu("ridge of mountain")                                             | ***                   |
| 堤         | tu (吐)                                                              | töpü                                        | ***                                                                         | take2（岳） tutu-mi tum-(to stack,to pile,to gather)                                                                                    | take tsutsumi tsum-                                             | ***                          | ***                                   | ***                                                                                     | 언덕 əntək 둑 tuk(堤)                                                                          | ***                                | ***                                       | do-("to stop")                                                                          | ***                   |
| 樹木       | kιənul / naro? (斤乙)                                                | i¨("forest")/i¨γac（树）                    | ***                                                                         | ki2 / ke2 ～ ko2kunu-ki(a kind of oak)                                                                                                  | ki kunu-gi                                                      | ***                          | ***                                   | 斤:nal(訓)/kɯn근                                                                        | kɯru 그루 ("stump; unit for counting trees") namu 나무 （树、树木）                            | ***                                | ***                                       | ***                                                                                     | ***                   |
| 水         | mi (米) mie,moro(買,模盧)                                            | ***                                         | mören(江, 海) müren (沐漣) /moron (木連) (Khitanese)                        | mi1du/mi1/mi1n- | mizu                                                            | mi(彌)                       | ***                                   | mɨl                                                                                     | mul                                                                                            | mu                                 | mu 沒                                     | muke                                                                                    | mū("water")           |
| 泉（井）   | əɯl(於乙):井 iri(伊梨):泉                                            | bul-a-q/bul-a-γ（喷泉、泉水）               | ɯs (水"water")                                                              | wi （井、水库、灌溉水塘） | i                                                               | ***                          | ɯl(乙)                                | umɯl ("well")                                                                           | umul ("well")                                                                                  | eri～erri（小河、川） （尼夫赫语） | ***                                       | üla (大河、江)                                                                          | ***                   |
| 池沼       | nemi / naymi (内米)                                                  | ***                                         | namug ("marsh, swamp")                                                      | ? nami1 ("wave") | nami                                                            | mi(r)ji (蜜地,彌知)          | ***                                   | ***                                                                                     | ? nɛnmul ("stream") mos 못 ("pond") nɯpʰ 늪 ("swamp")                                          | namu, lamu ("sea, ocean; lake" 海) | ***                                       | mūsa ("swamp")                                                                          | ***                   |
| 河         | kur(屈) na(那)                                                       | köl("lake")                                 | ***                                                                         | kaɸa | kawa                                                            | nari(那利) 久麻那利          | ***                                   | kɔrɔm 가람 nāyh 냏,내                                                                   | karam 가람 nɛː 내                                                                              | ***                                | ***                                       | ula                                                                                     | ***                   |
| 海         | padal (波旦)                                                         | ***                                         | ***                                                                         | wata | wada-tsu-mi("The god of Sea")                                   | ***                          | 波珍 padɔl                            | padah～parʌl                                                                            | pada 바다                                                                                      | ***                                | namu                                      | namu                                                                                    | ***                   |
| 口         | huət-ts‘ii/ku ërtsi/k útsi< *kutui, >* kolci/ko-ts‘ii (忽次/古次/串) | ***                                         | 훌츠qurc（喀尔喀蒙古）("skewer, spit" 串)                                   | kutu～kuti/kuti < *kutui | kuchi                                                           | ***                          | ***                                   | koj 곶 ("skewer, spit; promontory" 串)                                                  | kulrε (Jeju dialect) kul (South Jeolla dialect)                                                | ***                                | ***                                       | ***                                                                                     | ***                   |
| 進入       | ・ιi/*i (伊)                                                         | ***                                         | ire- 来                                                                     | ir- 进入 | ir-                                                             | ***                          | ***                                   | ip（口）/ip（門戸）                                                                     | ir-(to arrive; to come) ip                                                                     | i-（入）                           | ***                                       | ibe-("to get foward")                                                                   | ***                   |
| 新         | *sü/ʃιəu 首                                                          | ***                                         | ***                                                                         | zu("new, present, developing,a gleam") suga-("fresh")                                                                                   | suga-suga-s-                                                    | ***                          | say                                   | say (새)                                                                                | sɛ                                                                                             | ***                                | iche                                      | ice                                                                                     | ***                   |
| 牛         | *sü/ʃιəu 首                                                          | ***                                         | ***                                                                         | usi | ushi                                                            | ***                          | ***                                   | ʃyo/쇼                                                                                  | so                                                                                             | ***                                | ***                                       | eje("castrated cow")                                                                    | ***                   |
| 豬         | o-sie/o-s^i¨ʌŋ 烏斯/烏生                                             | *doŋuz > domuz                              | ***                                                                         | usi ("ox; cattle") wi ("swine") | ***                                                             | *tɕo-nʲi (猪耳)              | ***                                   | totʰ 돝                                                                                 | twɛːji, toyaji(dialect), tochi(dialect)                                                        | ***                                | ***                                       | ulgiyan("pig") ulha("domestic animal")                                                  | ***                   |
| 鹿         | kosya (古斯也)                                                       | ***                                         | ***                                                                         | kuzika | shika                                                           | ***                          | ***                                   | ***                                                                                     | korani 고라니 ("Manchurian elk") kōrɛŋi, korɛi (Gyeongsang dialect)                            | ***                                | ***                                       | kandahan ("a kind of deer")                                                             | ***                   |
| 馬         | ***                                                                  | ***                                         | mori～muri                                                                  | uma～muma | uma                                                             | ***                          | ***                                   | ｍʌl/(馬)                                                                               | mal                                                                                            | mori (Nanai)                       | ***                                       | morin                                                                                   | ***                   |
| 斧         | ・ιo-sie , nərə-si (於斯)                                            | ***                                         | ***                                                                         | wono2 | ono                                                             | ***                          | ***                                   | *odzgɔy (烏子蓋) ("ax") nɔlh 날ㅎ ("blade")                                             | nal (칼)날 ("blade") nas ("sickle; scythe") tōkki ("ax")                                       | ***                                | ***                                       | anjikū ("hatchet")                                                                      | ***                   |
| 廣         | nərə-si, ə-si, (於斯)                                                | ***                                         | osy/esy 阿斯(寬大:gererous, tolerant) nalai                                 | naras-u("roll,to level off") os-u("transcend, surpass") e-si("right,wide,noble,enough")                                                 | naras-u("to level off") os-u("to transcend, to press, to push") | ***                          | ***                                   | 어위 (< *어쉬)                                                                          | nəlbɯn 넓은 nəlb nərɯn                                                                         | ***                                | očo 我撮(寬)                              | ončo(廣:wast)                                                                           | ***                   |
| 翼         | nərəgi əji(於支)                                                     | *älig > el ("hand")                         | ***                                                                         | tadamgi(arm) atʃi(foot,walk,rain,money)                                                                                                 | ashi                                                            | ***                          | ***                                   | nʌlgɛ                                                                                   | narɛ, nalgɛ 날개                                                                               | ***                                | ***                                       | asχa                                                                                    | ***                   |
| 横         | ・ιo-sie/*es (於斯)                                                  | ***                                         | ***                                                                         | yo2ko2（横)/yo2k-（避） | yoko/yokeru                                                     | ***                          | ***                                   | əs/엇                                                                                   | əs                                                                                             | ***                                | ***                                       | ***                                                                                     | ***                   |
| 谷         | tan/tuən/t‘ən (旦,頓,呑)                                             | ***                                         | ***                                                                         | tani | tani                                                            | ***                          | ***                                   | tʌn～tuʌn（"village", 村）                                                              | ***                                                                                            | ***                                | ***                                       | ***                                                                                     | ***                   |
| 榖         | niəŋ-biuʌt 仍伐                                                      | ***                                         | ***                                                                         | ina-ɸo（"ear of rice"） mi2（"fruit, seed, grain"） nebar-("stickiness of rice")                                                        | inaho nebar-                                                    | ***                          | ***                                   | pyə（"rice plant; unhulled rice"）                                                      | nuy（"grains of unhulled rice amongst hulled rice"）                                           | ***                                | ***                                       | ***                                                                                     | ***                   |
| 粗         | kuət-・ιəi (骨衣)                                                    | ***                                         | ***                                                                         | kata-("tough,firm") | katai("tough,stiff")                                            | ***                          | ka¨cʰɔ¨l                              | kəcʰɯl- (荒)                                                                            | kəchil- kud-                                                                                   | ***                                | ***                                       | kata-("to become hard, to become rough")                                                | ***                   |
| 耕         | ka-ʃιi (加尸)                                                        | kerci-（"to cut, to dig trenches"）         | ***                                                                         | kar-("to plow") | kar-                                                            | ***                          | ***                                   | karai（木[木+欠]・鍬, kal-（plow) kal（刀）                                             | kal-                                                                                           | gerbe-("break, snap") (Nanai)      | ***                                       | halhan（犂先）/halhan～halgan(犂[金+華])                                                | gerbe-("break, snap") |
| 邊         | ka-(・a) (加阿)                                                      | kera                                        | ***                                                                         | ha("edge, blade")kari("edge") | ha kari                                                         | ***                          | ***                                   | kʌs                                                                                     | kā                                                                                             | ***                                | ***                                       | kaja-("to cut") huwesi-("cutter, small blade")                                          | ***                   |
| 圓         | toŋ-pιuəi (冬非)                                                     | ***                                         | ***                                                                         | tubura（丸）/maro（丸:"round"） | tsubura                                                         | ***                          | ***                                   | tuŋgɯl-（圓）                                                                           | tuŋgɯl-（圓}                                                                                   | ***                                | ***                                       | torho-("to roll,to circle")                                                             | ***                   |
| 丸         | anʃi, anʒip, ɣwando (安市,安十,丸都)                                 | ***                                         | ənduhə （达斡尔语）                                                         | azi("reason,value") | aji(taste)                                                      | ***                          | ***                                   | ***                                                                                     | al 알                                                                                          | (x)elū-                            | ***                                       | umhan muheren                                                                           | elū                   |
| 足         | tor (廻)                                                             | ***                                         | ***                                                                         | tar-(足る:"enough,last,to reach") | tarir-                                                          | ***                          | ***                                   | tʌri                                                                                    | tari 다리                                                                                      | ***                                | ***                                       | juru(numeral for something pair up)                                                     | ***                   |
| 毛         | tʰjʌr (鐵)                                                           | ***                                         | ***                                                                         | *** | ***                                                             | ***                          | ***                                   | tʌri                                                                                    | tʰʌr 털                                                                                        | ***                                | ***                                       | ***                                                                                     | ***                   |
| 重         | biar/bιεt (別)                                                       | ***                                         | ***                                                                         | ɸe | ***                                                             | ***                          | ***                                   | pʌl                                                                                     | ***                                                                                            | ***                                | ***                                       | fe("ex-, past, former")                                                                 | ***                   |
| 松         | pιu-sie/pιu-so (扶蘇/扶蘇)                                           | ***                                         | ***                                                                         | matu | matsu                                                           | bu(扶,負) so(蘇)             | ***                                   | sol（松）/pos（樺）                                                                     | sol,sonamu,so                                                                                  | ***                                | ***                                       | bahiya("pine cone")                                                                     | ***                   |
| 深         | bιuk-sie/puk (伏斯)                                                  | ***                                         | ***                                                                         | ɸuka-si/puka- | fuka-                                                           | ***                          | ***                                   | kiph u·n                                                                                | kiph- puk ("deeply")                                                                           | ***                                | ***                                       | ***                                                                                     | ***                   |
| 狌         | yia-ʃιi (也尸)                                                       | ***                                         | ***                                                                         | itatʃi(weasel) | itachi(weasel)                                                  | ***                          | ***                                   | yezï ~ yezɣ- ("fox")                                                                    | yəu ("fox") 여시yəsi(dialect)                                                                  | ***                                | ***                                       | ***                                                                                     | ***                   |
| 隣         | ιi-pʌt/ιi-bιuʌt (伊伐)                                               | ***                                         | ***                                                                         | iɸa("residences") iɸa-udo/iɸa-ɸito("family,genealogy") iɸawi/iɸewi("domiciles,houses")                                                  | i-ba-sho("one's whereabouts" sho is a loan word)                | ***                          | ipa (伊伐) (伊伐飡)                   | ib(w)t (隣)                                                                             | iut (隣)                                                                                       | ***                                | ***                                       | imiya-("to gather togather")                                                            | ***                   |
| 霜         | sat (薩)                                                             | ***                                         | ***                                                                         | sai, see, zai, zae (dialectal Japanese words for "icicle" or "ice on the branches of trees or on the surface of a body of water")       | ***                                                             | ***                          | ***                                   | səri                                                                                    | səri                                                                                           | ***                                | ***                                       | juhe                                                                                    | ***                   |
| 菁         | ka-tʃιe (加支)                                                       | ***                                         | ***                                                                         | kati/katʃin(brown/lush),katute(in the past)                                                                                             | katʃte                                                          | ***                          | ***                                   | ***                                                                                     | kəch-(蕪) kis- ("lush, overgrown with weeds, overrun with plants")                             | ***                                | ***                                       | ***                                                                                     | ***                   |
| 鵠         | ko-・ιəi (古衣)                                                      | qoγu                                        | ***                                                                         | kukuɸi1～kubi1("swan") | kukui/kugui("swan")                                             | ***                          | ***                                   | kohay kon                                                                               | koni                                                                                           | ***                                | ***                                       | gaha("bird, raven") gasha("big bird")                                                   | ***                   |
| 群落       | ul (于尸)                                                            | uruk ("clan")                               | ulus ("people, nation, tribe, horde")                                       | udi ("clan, family; the standing of one's family, the social status of one's family, lineage, birth; surname")                          | uchi("me, home, family")                                        | ***                          | ***                                   | ul（"relations; relatives; kinsfolk; clan"） uri ("we, us; the Korean people, Koreans") | ***                                                                                            | ***                                | ***                                       | urse ("people") uce("entrance")                                                         | ***                   |
| 牙         | kʌi-ʃιi (皆尸)                                                       | ***                                         | ***                                                                         | ki1 ("fang; tusk") | ***                                                             | ***                          | ***                                   | ***                                                                                     | ***                                                                                            | ***                                | ***                                       | ***                                                                                     | ***                   |
| 平         | pii-lιεt (比烈)                                                      | biri                                        | ***                                                                         | ɸi1ra-(比良:flat,level) taira("flat")                                                                                                   | hirata- taira                                                   | ***                          | ***                                   | ***                                                                                     | pʌl                                                                                            | ***                                | ***                                       | ba("field, district") pile-("to confirm, to criticize") tehere-("to flat, to be equal") | ***                   |
| 母親       | ya chi (也次)                                                        | Ana                                         | ***                                                                         | ɸaɸa("mother")/oya("parent") | haha, oya                                                       | ***                          | ***                                   | ᅀᅵ əzi                                                                                  | 어미əmi 아매,에마 ame,ema(north dialect)                                                       | ***                                | eniyen                                    | a ja                                                                                    | ***                   |
| 嬰兒       | gιəu-sie / kus / kyus (仇斯)                                         | koto(儿子，匈奴語) kız （女孩、女儿） O'gul | ***                                                                         | ko1 (子) | kodomo                                                          | ***                          | ***                                   | ***                                                                                     | koma(童) koma-(小-)                                                                            | ***                                | omo                                       | jui("kid")                                                                              | kuŋa ("child")        |
| 熊         | komok (功木)                                                         | ***                                         | ***                                                                         | kuma | kuma                                                            | koma                         | ***                                   | kom                                                                                     | kōm                                                                                            | ***                                | ***                                       | ***                                                                                     | ***                   |
| 兔         | u-sie-həｍ (烏斯含)                                                  | tawïsγan                                    | ***                                                                         | usagi1 / wosagi1 | usagi                                                           | ***                          | ***                                   | thos-gi 톳기                                                                            | tho-ggi 토끼                                                                                   | ***                                | ***                                       | ***                                                                                     | ***                   |
| 見面       | pʌk/*pak (伯)                                                        | bak-（"to see, to look; to find"）          | ***                                                                         | mak-(設:"to obtain,to prepare,to make") ɸak-(別:"to see, to know,to understand")>*wakar- ɸakar-(諮・計:"to consult,to talk, to obtain") | mōker- wakar- hakar-                                            | ***                          | ***                                   | poizʌp- ("to humbly show oneself, to meet (an honored person)")                         | po-（"to see, to look"）/ poyp-（"to have an audience with, to meet (an honored person)"） pak | ***                                | baka- ("to look for, to seek, to search") | baha-（"to get, to obtain"）                                                            | baka-（"to find"）    |
| 難         | ma (馬)                                                              | ***                                         | ***                                                                         | ma- ("truely, really") | ma-                                                             | ***                          | ***                                   | modir-                                                                                  | mōjir- ("harsh; severe; cruel")                                                                | ***                                | manga(難:hard)                            | maŋga(堅、難"hard")                                                                     | maŋa                  |
| 心／胸     | kιo-sιi (居尸)                                                       | göğüs                                       | kökün                                                                       | ko2ko2ro2("heart")/koro("oneself") | kokoro                                                          | ***                          | ***                                   | ***                                                                                     | kogäŋi （核心）/ kasʰɯm （胸、心）                                                             | ***                                | ***                                       | huhun (乳、乳房)                                                                        | ***                   |
| 韮         | mai-tʃιi (買尸)                                                      | ***                                         | maŋgirsun(野蒜)                                                             | mi1ra(韮) | nira ("garlic chives")                                          | ***                          | ***                                   | manʌl (蒜)                                                                              | manɯl                                                                                          | ***                                | ***                                       | maca ("garlic chives")                                                                  | ***                   |
| 根         | tsʌm (斬)                                                            | ***                                         | ***                                                                         | tukene("root,knot,joint") | tʃukene                                                         | ***                          | pul?(根)                              | pulhuy(根)                                                                              | ppuri                                                                                          | tʃamγ（根株） （尼夫赫语）         | ***                                       | da                                                                                      | ***                   |
| 文         | kɯl/kιən-ʃιi (斤尸)                                                  | ***                                         | ***                                                                         | kak-(to write) kuk-/*kurum-(to collect, to form,to bind) ko2to2（"word, speech, language"）                                             | kak- kukur-/kurum- koto                                         | ***                          | ***                                   | kɯl                                                                                     | kɯl                                                                                            | ***                                | herse                                     | hergen                                                                                  | ***                   |
| 玉         | ko-ʃie (古斯)                                                        | ***                                         | gas                                                                         | kusiro2（"bracelet") | kushiro                                                         | ***                          | ***                                   | kusɯl ("jewel")                                                                         | kusɯl                                                                                          | ***                                | γun                                       | gu                                                                                      | ***                   |
| 孔         | dzei〈tsei〉-ts‘ii 斉次/濟次                                         | ***                                         | ***                                                                         | tʃuk-(透), tʃuki（隙） | suki ("chink, gap, vulnerable point")                           | ***                          | ***                                   | ***                                                                                     | t’ul-(透), tɯm（隙）***                                                                        | ***                                | ***                                       | ***                                                                                     | ***                   |
| 穴         | kap,kap-pii 甲,甲比                                                  | qapca（"gorge, ravine"）, qapi¨γ（"Gate"）  | ***                                                                         | kaɸi1 （"gorge, strait, narrow valley")                                                                                                 | kubomi                                                          | ***                          | ***                                   | ***                                                                                     | kul (穴)                                                                                       | ***                                | ***                                       | ***                                                                                     | ***                   |
| 三         | mir, mil (密) siet/s^ïei (悉/史)                                     | bis(5)                                      | gurav                                                                       | mi1 | mi                                                              | ***                          | mil                                   | sei/səih                                                                                | 셋 sʰet̚                                                                                        | ***                                | ilan                                      | ilan                                                                                    | ***                   |
| 五         | ütsi,uci,üc, uca,uchha (于次,弓次)                                   | üç(3)                                       | tabun                                                                       | itu | itsu                                                            | ***                          | ***                                   | tasul (打戌)                                                                            | tasət 닷 tah                                                                                   | dügün                              | sunja                                     | sunja                                                                                   | ***                   |
| 七         | nan-・ιən, nanən,nanun, nanin (難隠)                                 | Yeti                                        | ***                                                                         | nana | nana                                                            | ***                          | ***                                   | (n)ìlgɯp(一急)                                                                          | (n)ìlgúp                                                                                       | nadan                              | nadan                                     | nadan                                                                                   | ***                   |
| 十         | tək,duk (德)                                                         | on toquz(9)                                 | arav                                                                        | to2/to2wo | tō-                                                             | ***                          | ***                                   | ***                                                                                     | 열 yəl(10) 온on(100) 즈믄chɯmun(1000)                                                          | juwa                               | juwan                                     | juwan                                                                                   | ʒuwan                 |
| 黑         | *kəmər, kəmhək (今勿)                                                | Qara                                        | ***                                                                         | kuro1 | kuro                                                            | ***                          | ***                                   | kəm-/검-                                                                                | 검 kʌm                                                                                         | ***                                | ***                                       | kara                                                                                    | ***                   |
| 白         | nə γei ʃιi-lap (奈兮 / 尸臘)                                         | Aq                                          | ***                                                                         | sira(白) | shiro                                                           | ***                          | ***                                   | hʌy-(白)                                                                                | hʌy- hin hayan                                                                                 | ***                                | ***                                       | šara-("to become white") šeyen("white") šanggiyan("white")                              | ***                   |
| 紅         | s^a-bιuk s^a-pιuəi-kιən sa(i)puk, sa(i)pikon sapi 沙伏, 沙非斤       | Qyzyl                                       | *hulaɣan > ulaan                                                            | so2ɸo<*so2po/so2ɸo(赭,朱)/sa(接頭語) | ***                                                             | supi(赤鳥)                   | sapi(泗沘)                            | sitpɯk(赤)                                                                              | 붉은pulgɯn 시뻘건sippəlgən("deep red") seppəlgən bug(bulg)                                     | ***                                | ***                                       | fulgiyan                                                                                | ***                   |
| 黃         | kweyru/kuət                                                          | ***                                         | ***                                                                         | ki2-~ kú- | ki(iro)                                                         | ***                          | ***                                   | ***                                                                                     | ***                                                                                            | ***                                | ***                                       | suwayan                                                                                 | ***                   |
| 綠         | puruk/bιuʌt-lιək (伐力)                                              | ***                                         | ***                                                                         | mido | midori                                                          | ***                          | ***                                   | phɯrɯn ("blue, green")                                                                  | pharan phurɯn ("blue, green") parah                                                            | ***                                | ***                                       | ***                                                                                     | ***                   |

### Japonés
- 娜々志娑无のぺぇじ
- 高句麗語の研究を勉強する

### Inglés
- The Language(s) of Goguryeo - Journal of Inner and East Asian Studies

- Datos: Q706327